# Carl Philipp Emanuel Bach
Carl Philipp Emanuel Bach (født 8. marts 1714, død 14. december 1788), var en tysk musiker og komponist, kaldet Berliner- eller Hamburger-Bach.
Han var næstældste søn af Johann Sebastian Bach. Telemann var hans gudfader. I 28 år var han ansat ved Frederik den Stores hof. Han var en af tidens bedste fortolkere på klavichord og cembalo. Han komponerede 22 passioner, 2 oratorier, 19 symfonier, 50 koncerter, 200 kammermusikværker og klaverstykker, samt sange og motetter. Koncert i Es-dur for cembalo, fortepiano og orkester (1788) m.m.
Ved Telemanns død i 1767 overtog C. P. E. Bach hans stilling som kantor i Hamborg. En stilling han havde til sin død og som gav ham tilnavnet ”Hamburger Bach”.
Hans afhandling ”Versuch über die wahre Art das Clavier zu spielen” var det mest betydningsfulde tyske værk om emnet i sin tid og regnes stadig som en vigtig kilde til datidens klaverspil.
Det siges, at C. P. E. Bach allerede så tidligt som 1747 var træt af sit engagement hos Frederik den II. Da andre royalt ansatte i 1755 kritiserede hans kompositioner, blev hans engagement udenfor hoffet større. Men selv efter han havde fået sin kantorstilling i Hamburg, ville Frederik den II nødigt frigøre ham fra kontrakten.
Samlingerne ”Für Kenner und Liebhaber” er blandt C. P. E. Bachs kendteste værker. De havde med deres frie elementer, overraskende dynamiske variationer og for tiden dristige harmonik, en stil, der til en vis grad foregreb Beethovens stil.

## Liv og gerning

### Tidlige år
Carl Philipp Emanuel blev født i Weimar. Faddere var Georg Philipp Telemann og Adam Immanuel Weldig, og efter tidens skik fik dåbsbarnet navn efter fadderne. Familien flyttede til Köthen i 1717, hvor moderen Maria Barbara døde brat i juli 1720. Faderen giftede sig igen i december 1721. I 1723 fik faderen posten som kantor ved Thomasschule i Leipzig, og ti år gammel begyndte C.P.E Bach på samme skole. I 1731 startede han studier i retsvidenskab ved universitetet i Leipzig, men byttede i 1734 over til universitet Viadrina i Frankfurt an der Oder. Han tog sin grad i 1738, men opgav umiddelbart efter planerne om en juridisk karriere for at satse på musikken.
Bach begyndte at komponere i 1731. Det ser ikke ud til, at han tillagde sine første kompositionsforsøg særlig værdi; et brev fra året 1786 kan tyde på på det:
"Tilgiv mig langhalmen og smøreriene mine! Den mest positive af alle er den nådige konge, som holder Händels ungdomsarbeider allerhøjest. Jeg sammenligner mig slet ikke med Händel, og har netop brændt flere gamle arbejder og er glad for, at de ikke længere findes."
En lignende bemærkning findes i en katalog af Bachs "clavierwerken" fra 1772.

### Ophold i Berlin
I 1740 blev han udnævnt til cembalist i den preussiske kronprins' kapel (prinsen blev samme år kronet til Frederik II af Preussen) og blev i 1746 forfremmet til Kammermusikus. I 1744 giftede Bach sig med Johanna Maria Dannemann, datter af en vinhandler fra Berlin. De fik datteren Anna Philippina Bach (1747–1804) og to sønner: Johann Adam Bach (1745–1789) som blev jurist i Hamburg og Johann Sebastian Bach "den yngre" som var en ganske kendt kunstmaler i sin tid.
C.P.E. Bach var i sin tid en af de mest berømte Clavieristen i Europa. Cembalo var hans foretrukne instrument; han skrev henved 150 sonater og over 50 koncertante stykker for dette instrumentet. I kronprinsens kapel i Rheinsberg blev han bekendt med Johann Joachim Quantz og brødrene Graun, Carl Heinrich og Johann Gottlieb. Som Frederik II's kammercembalist i Berlin underviste Bach den unge hertug Carl Eugen von Württemberg og tilegnede ham de seks Württembergischen Sonaten for cembalo (Nürnberg 1744). To år tidligere dedikerede han sine seks Preußischen Sonaten til Friedrich II; samlet set udgør de to samlinger det mest betydelige udtryk for den nye klaversonatestil.
C.P.E. Bach skrev Magnificat (1749), en påskekantate (1756), flere symfonier og koncerter, tre bind med lieder: Geistliche Oden und Lieder mit Melodien efter tekster af Gellert (1758), Oden mit Melodien (1762) og Sing-Oden (1766), enkelte verdslige kantater og lejlighedsstykker. Bachs vigtigste arbejder skabte han for klaveret, i denne periode næsten hundrede sonater og andre soloværker, blandt andet samlingen mit veränderten Reprisen (1760–1768) og enkelte sonater für Kenner und Liebhaber. Endvidere skrev han flere vigtige fløjtesonater, blandt andet Hamburger Sonate.
I 1753 publicerede Bach sit mest betydelige læreværk, Versuch über die wahre Art das Clavier zu spielen; anden del udkom i 1762 i Berlin.

### Ophold i Hamburg
Da gudfaderen Georg Philipp Telemann døde, blev Bach i marts 1768 hans efterfølger på posterne som Hamburgs musikdirektør og kantor ved Gelehrtenschule des Johanneums – i konkurrence med den 18 år yngre halvbroder Johann Christoph Friedrich – og gik herefter under tilnavnet "Hamburgischer Bach". Som følge af de nye stillinger koncentrerede han sig mere om kirkemusik. Det følgende år skabte han oratoriet Die Israeliten in der Wüste ("Israelitterne i ørkenen") og mellem 1769 og 1788 over tyve passioner, oratoriet Die Auferstehung und Himmelfahrt Jesu såvel som omkring halvfjerds kantater, litanier, motetter og andre liturgiske stykker. For klaver skrev han de seks sonatebind für Kenner und Liebhaber.

### Død og begravelse
Bach døde i 1788 i Hamburg. Gravmælet i krypten ved St. Michaelis-Kirken er tilgængelig for publikum.

## Musikstil
Stilistisk er Bach en af Sturm und Drangens hovedrepræsentanter. Fra baroktraditionen hentede han iørefaldende, oprevne melodier, usædvanlige spring, harmonier og fraser. Dette var musikkens svar på den nye tyske poesi – Klopstock, Herder og den unge Goethe – og han foregreb flere af epokens stilmæssige særegenheder som fulgte i litteraturen.
Bachs samtidige og posthume ry var hovedsagelig baseret på klaversonaterne, som blev epokegørende i udviklingen af musikformen. Stilistisk er de klare, skøre og markante, og opbyggede med en enestående frit og varieret struktur; de bryder helt med den italienske og viennesiske skole og bevæger sig i stedet mod de cykliske og improvisatoriske former, som skulle blive almindelige flere generationer senere. Hans værker er fantasifulde, ret uforudsigelige og med en vid emotionel spændvidde, selv indenfor et og samme stykke, i en stil som placeres i kategorien empfindsamer Stil. Han var antagelig den første komponist af nogen betydning siden Lassus, Monteverdi og Gesualdo, som anvendte harmoniske klangfarver for deres egen skyld. Således set står han på linje med de mest fremtrædende repræsentanter for den første wienerskole.

## Modtagelseshistorie
Carl Philipp Emanuel Bach regnes som den mest betydelige komponist i tiden mellem barokken og wienerklassicismen. I sin levetid var han mere berømt end sin fader. Wienerklassikerne holdt ham højt, Joseph Haydn fortalte at "De som kender mig godt, ved, at jeg skylder Emanuel Bach meget, for jeg har forstået ham og studeret ham flittigt."Wolfgang Amadeus Mozart sagde om C.P.E. Bach at "han er faderen, vi er børnene".
C.P.E. Bach fik enorm betydning på den nordtyske komponistskole, eksempelvis på Georg Benda, Bernhard Joachim Hagen, Ernst Wilhelm Wolf, Johann Gottfried Müthel, Friedrich Wilhelm Rust og mange andre. Også senere komponister som Felix Mendelssohn og Carl Maria von Weber blev påvirkede af ham.
På 1800-tallet blev C.P.E. Bach negligeret; for eksempel bemærkede Robert Schumann: "som skabende kunstner står han langt bag sin fader." Derimod holdt Johannes Brahms ham højt og redigerede noget af hans musik.
Genopdagelsen af C.P.E. Bachs musik begyndte med Helmuth Kochs indspilninger af symfonierne i 1960-erne, og cembalisten og musikprofessoren Hugo Rufs indspilninger af klaversonaterne. Det svenske pladeselskab BIS har udgivet C.P.E. Bachs samlede værker.

## Værker
Der findes flere kataloger over C.P.E. Bachs værker. Værkfortegnelsen med forkortelsen "Wq" af Alfred Wotquenne fra 1905 er fortsat i almindelig brug. E. Eugene Helms Thematic Catalogue of the Works of Carl Philipp Emanuel Bach (1989) danner et omfattende og nystruktureret grundlag; Helms værkfortegnelse betegnes med "H".
Oversigt over værker
- Konzert für Cembalo, Klavier und Orchester i Es-dur
- Württembergische Sonate Nr. 1 i a-mol
- Württembergische Sonate Nr. 6 i h-mol
- Oboenkonzert B-dur
- Oboenkonzert Es-dur
- Sonate a-Moll für Flöte solo
- Sinfonia a tre voci i D-dur
- Konzert für Cembalo Wq 20
- Konzert für Flöte d-mol Wq 22
- Seks sonater i Versuche über die wahre Art das Clavier zu spielen Wq 63 nr. 1 til nr. 6
- Sonaten für Traversflöte & Fortepiano (Sonate nr. 1 D-dur Wq 83, Sonate nr. 2 E-dur Wq 84, Sonate nr. 3 G-dur Wq 85, Sonate nr. 4 G-dur Wq 86, Sonate nr. 5 C-dur Wq 87)
- Tolv variationer over La Folia Wq 118/9
- Hamburger Sonate G-dur für Flöte und Basso continuo Wq 133
- Sonate für Viola da gamba D-dur Wq 137
- Duo für Flöte und Violine Wq 140
- Trio für Flöte Violine und Basso continuo h-mol Wq 143
- Trio für Flöte Violine und Basso continuo C-dur Wq 147
- Triosonate B-dur Wq 158
- Triosonate c-Mol «Sanguineus et Melancholicus» Wq 161/1
- Konzerte für Flöte A-Dur Wq 168, G-Dur Wq 169
- Konzert für Violoncello i a-mol Wq 170
- Konzert für Violoncello i A-dur Wq 172
- Sinfonien Wq 173 og Wq 178
- Berliner Sinfonien (Es-dur Wq 179, F-dur Wq 181, C-dur Wq 174, F-dur Wq 175)
- Seks Hamburger Sinfonien Wq 182
- Fire Orchestersinfonien Wq 183
- Phyllis und Thirsis Wq 232
- Johannes-Passion (1772)
- Markus-Passion (1786)
- Matthäus-Passion (1785)